# تاو توشيا
تاو توشيا (بالكانا:つちや たお) هي عارضة أزياء وعارضة وممثلة يابانية، ولدت في 3 فبراير 1995 بطوكيو في اليابان.

## وصلات خارجية
- تاو توشيا على موقع IMDb (الإنجليزية)
- تاو توشيا على موقع ميوزك برينز (الإنجليزية)
- تاو توشيا على موقع أول موفي (الإنجليزية)
- تاو توشيا على موقع قاعدة بيانات الفيلم (الإنجليزية)
- تاو توشيا على موقع ANN person (الإنجليزية)